# Arc of Infinity
Arc of Infinity (L'arche de l'infini) est le cent-vingt-troisième épisode de la première série de la série télévisée britannique de science-fiction Doctor Who. Cet épisode fut originellement diffusé sur la BBC en quatre parties du 3 au 12 janvier 1983.

## Accroche
Après avoir subi une attaque par un être appelé le Renégat, le Docteur revient sur Gallifrey. Mais le Haut Conseil des Seigneurs du Temps, estime que son métabolisme est corrompu et que la créature qui l'a attaqué peut se servir de lui pour détruire l'univers. Ils décident donc de le condamner à mort.

## Distribution
- Peter Davison — Le Docteur
- Sarah Sutton — Nyssa
- Janet Fielding — Tegan Jovanka
- Leonard Sachs — Le Président Borusa
- Elspet Gray — Le Chancellier Thalia
- Michael Gough — Le conseiller Hedin
- Paul Jerricho — Le Castellan
- Max Harvey — Le Cardinal Zorac
- Colin Baker — Le Commandant Maxil
- Ian Collier — Omega/Le Renégat
- Neil Daglish — Damon
- John D. Collins — Talor
- Alastair Cumming — Colin Frazer
- Andrew Boxer — Robin Stuart
- Maya Woolfe, Guy Groen — Les réceptionnistes
- Malcolm Harvey — L'ergon

## Résumé
L'épisode s'ouvre sur Gallifrey où un seigneur du temps s'enfuit de la planète après avoir volé le code biologique d'un autre seigneur du temps avant de le revendre à une créature faite d'anti-matière et nommée le Renégat. Il s'avère qu'il s'agit du code biologique du Docteur et le Renégat s'en sert pour envahir le TARDIS puis le métabolisme du Docteur. Alors que Nyssa aide le Docteur à récupérer, le Renégat semble être bloqué par un bouclier empêchant l'anti-matière de pénétrer l'univers et nommé « L'arc de l'infini ». Conscient que cette attaque risque de détruire l'univers, le Docteur décide de revenir sur Gallifrey afin de découvrir d'où vient la fuite. À son arrivée, il est assommé par le Commandant Maxil, envoyé par le Haut Conseil des seigneurs du temps pour ramener le Docteur.
Le nouveau président du conseil des seigneurs du temps, Borusa, et deux conseillers, semblent hostiles au Docteur. Seul le conseiller Hedin semble agir en sa faveur. Le Renégat est un danger et il est possible qu'il se serve du Docteur comme d'une porte permettant d'envahir l'univers. Pour plus de sûreté, ils décident de condamner le Docteur à mort, tandis que le Docteur tente de les prévenir que si ses données biologiques ont été volées, c'est qu'il est possible qu'un traître soit parmi eux. Malgré les tentatives de Nyssa et d'un vieil ami du Docteur, Damon, de le sauver, le Docteur est exécuté.
Pendant ce temps là, sur Terre, à Amsterdam, Tegan Jovanka apprend que son cousin, Colin, a disparu alors qu'il tentait de passer une nuit dans une crypte avec son ami, Robin. Tegan suit Robin jusqu'à la crypte où ils découvrent Colin, hypnotisé et travaillant pour une créature étrange en forme d'oiseau. Ils sont alors assommés par l'être, qui travaille en réalité pour le Renégat, dont le TARDIS se trouve dans la crypte. Il découvre que Tegan est lié au Docteur et décide de la prendre comme otage.
Entre-temps, on apprend que le corps du Docteur est téléporté ailleurs tandis que son esprit se retrouve dans la matrice, la bibliothèque des seigneurs du temps, où le Renégat peut le contacter. Celui-ci se sert de Tegan pour le forcer à coopérer et le ramène dans son corps d'origine. Alors que le Haut Conseil se met à soupçonner le président Borusa d'être le traître, le Docteur ne tarde pas à découvrir qu'il s'agit en réalité du Conseiller Hedin. Celui-ci tente de ramener le Renégat sur Gallifrey car il se révèle être Omega, figure héroïque de l'histoire des Seigneurs du Temps. Le Docteur tente de le prévenir qu'Omega est devenu fou, mais dans la confusion liée à l'arrivée des autres membres du Haut Conseil, Hedin est tué par une balle perdue. Omega réussit au même moment à utiliser l'arc de l'infini pour prendre le contrôle de la matrice et, par conséquent, de l'ensemble de l'organisation des seigneurs du temps.
Avec l'aide du haut conseil, le Docteur et Nyssa parviennent à repartir dans le TARDIS et réussissent à contacter Tegan à travers la matrice afin qu'elle indique à quel endroit se trouve le TARDIS d'Omega. Il découvre son antre et neutralise la créature-oiseau, et récupère une arme anti-matière. Face à la destruction de son vaisseau, Omega se retrouve obligé de se transférer sur Terre sous une forme de clone du Docteur. Tentant de s'échapper à l'intérieur d'Amsterdam, Omega ne réussit pas à survivre longtemps, sa forme devenant de plus en plus instable. Le Docteur utilise l'arme anti-matière afin de renvoyer Oméga dans son univers. Après s'être informé de la bonne santé de son cousin, Tegan décide de rejoindre de nouveau le Docteur et Nyssa dans leurs voyages.

### Continuité
- Nyssa fait la remarque que pour passer dans notre univers, Omega doit renverser la polarité, une phrase récurrente du 3e Docteur. Elle fait aussi mention de certaines parties du TARDIS qui auraient été endommagées par les Cybermen en référence à l'épisode « Earthshock. »
- Le Docteur explique au Haut Conseil qu'il n'a pu réussir à ramener Romana, celle-ci étant bloquée dans la dimension de l'E-space depuis la fin de  « Warriors' Gate ». On revoit le personnage de Borusa dans sa troisième régénération connue et devenu Lord Président ( « The Deadly Assassin » et « The Invasion of Time » ). On revoit aussi la matrice introduite dans « The Deadly Assassin. »
- Le Docteur fait mention de Leela, son ancienne assistante, qui a épousé un natif de Gallifrey à la fin de « The Invasion of Time ». Il dit regretter de ne pas être allé à son mariage.
- On peut entendre un son proche de la « cloche du cloître » du TARDIS (« Logopolis ») au moment de la tentative d'exécution du Docteur.
- Cet épisode marque le retour d'Omega, l'ennemi qu'affrontaient les Docteurs dans « The Three Doctors » en 1973.
- On apprend que Tegan a perdu son travail d'hôtesse de l'air.
- On peut voir la robe portée par Nyssa dans « Black Orchid » en arrière-plan.
- Le Docteur est le deuxième seigneur du temps à avoir été condamné à mort depuis Morbius (« The Brain of Morbius », 1976)
- Un plan de cet épisode fut réutilisé pour l'épisode de 2013 « Le Nom du Docteur » lorsque l'une des Clara Oswald part à la recherche du Docteur.